# Guru (maître spirituel)
Pour les articles homonymes, voir Guru.
Pour l'article homonyme du terme entré dans le langage courant, voir Gourou.

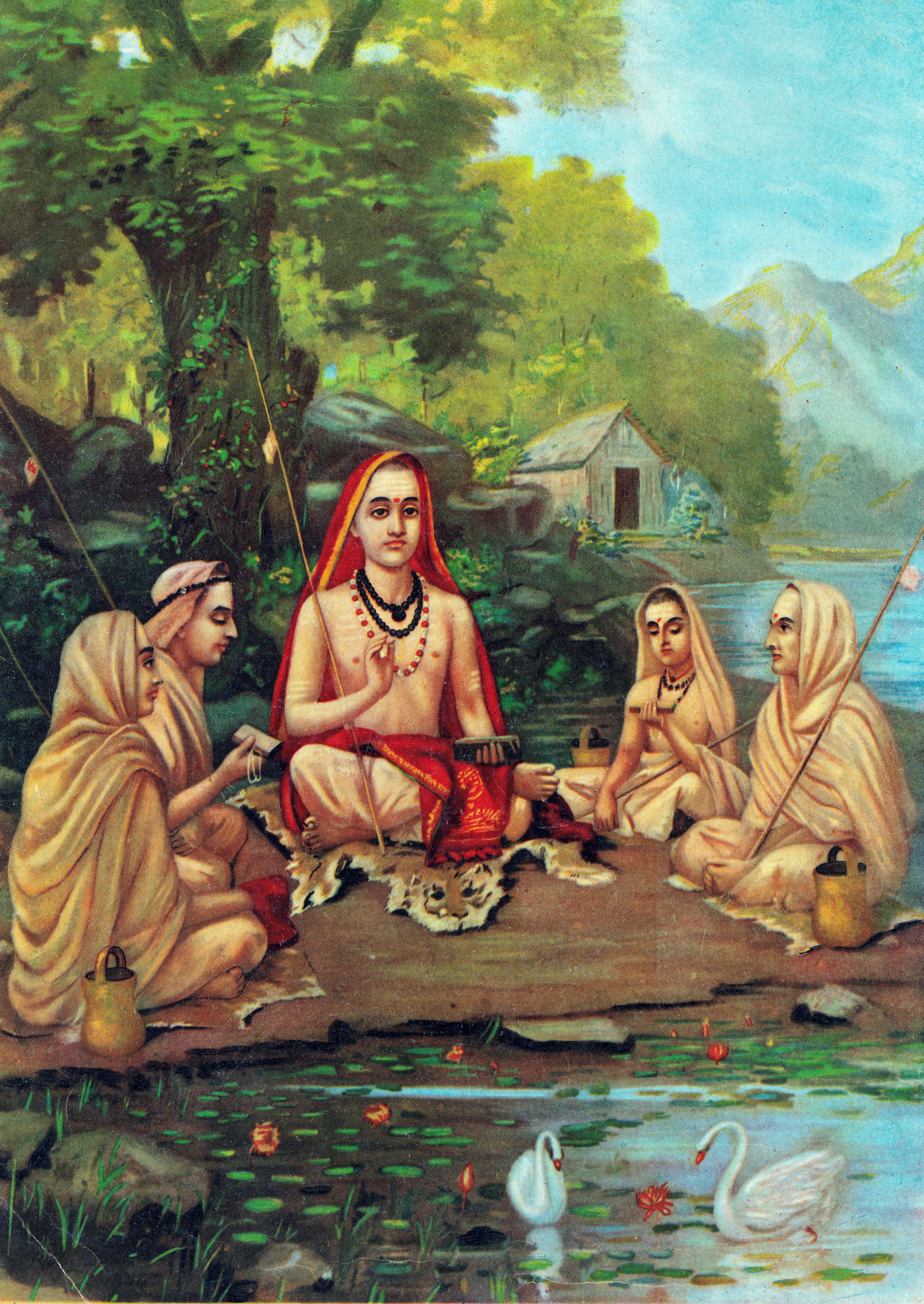
Le guru est une figure respectée en Inde. Ici Shankara, un des gurus les plus réputés dans l'hindouisme est représenté enseignant ses quatre disciples.

Guru (/gu.ʁu/), ou gourou, (du sanskrit : गुरु, guru, /gu.ru/) est un terme qui signifie « précepteur », « mentor », « guide spirituel », « maître »,. Alors que le terme est employé en anglais pour désigner un expert dans un domaine quelconque, sans connotation péjorative, il est depuis le milieu du XXe siècle à l'origine du mot gourou, utilisé particulièrement en France (et en Occident seulement) d'une façon ironique ou péjorative, pour désigner un maître à penser, un expert, un manipulateur, ou plus généralement une personne qui réunit des adeptes.
Il désigne, en Inde, un enseignant reconnu de la religion, de la spiritualité, de la danse, de la musique ou de tout autre domaine de connaissance.
Dans le domaine spirituel, le guru est l'initiateur ou le leader d'une école de pensée autoproclamée ou traditionnelle dans le cadre d'un âshram ou gurukula. Les rapports entre le guru et le disciple (chela) sont ceux qui existent entre un patriarche et un jeune enfant, ce dernier devant libérer son maître des tâches du quotidien (lessive, cuisine, ménage) en échange de l'enseignement qu'il reçoit, ce contrat étant considéré, en Inde, comme faisant partie de l'apprentissage,,.
Le terme est également utilisé par les Sikhs qui nomment ainsi leurs chefs spirituels et politiques, le dernier d'entre eux n'étant pas un homme mais un livre, l’Âdi Granth, comme l'avait décidé le dernier des gurus du sikhisme.

## Étymologie
Selon les linguistes, le sanskrit gurú (grave, sérieux) est un cognat du latin gravis et dérive d'une même racine indo-européenne,  *gʷréh₂us, qui signifie « lourd »,,, au sens où, selon diverses sources, le guru est un « homme de poids »,,,. Selon une étymologie traditionnelle, figurant dans l'Upanishad Advaya Taraka et notamment évoquée par Krishnamurti, mais considérée par Reender Kranenborg (en) comme « populaire » et par Alexandre Astier comme « artificielle », « gu c'est les ténèbres et ru c'est la lumière qui les disperse : le [guru] est donc celui qui dissipe les ténèbres ». Le poète Kshemendra (en) propose au XIe siècle une variante satirique de ce type d'étymologie, qu'Eivind Kahrs juge « merveilleuse », selon laquelle le guru est ainsi appelé parce qu'il est « dépourvu de qualités (GUna°) [et] qu'il fait sans cesse crier les femmes de ses disciples (RUta°) ».

## Legurudans l'hindouisme

### Vedāntasāra
Selon le Vedāntasāra, document du XVIe siècle : « Un vrai guru est un homme à qui la pratique de toutes les vertus est familière, qui avec le glaive de la sagesse a élagué toutes les branches et arraché toutes les racines du mal […] qui se conduit avec dignité et indépendance. Qui voit l'or et les pierres précieuses avec autant d'indifférence que la ferraille et les tessons, qui met tous ses soins à écarter les ténèbres de l'ignorance dans lesquels le reste des hommes est plongé ».

### Legurudans les Upanishads
Les upanishads seraient les plus anciens textes connus évoquant le guru.

### Shiva-purâna
Selon le Shiva Purana (en) (XVIII, 83), le mot guru signifie « celui qui fait disparaître toutes les mauvaises qualités ».

### Point de vue de Jean Varenne
Selon Jean Varenne, dans son dictionnaire de l'hindouisme, le guru est à la base de la tradition de transmission spirituelle en Inde.
Il n'existe aucune autorité habilitée à décerner ce titre ; l'hindouisme — sans autorité centralisatrice ordonnée — n'ayant ni Église, ni clergé, ni école de formation pour les futurs gurus. Varenne relève qu'il « serait inconcevable que quelqu'un s'autoproclame guru, car c'est la reconnaissance publique du niveau d'accomplissement intérieur qui laisse entendre que tel ou tel a la stature d'un maître ». La reconnaissance du statut de guru ne s'obtient que par le guru inscrit dans une longue lignée de transmission (guru shishya parampara) et qui sera jugé apte à reconnaître la capacité du disciple à enseigner à son tour.

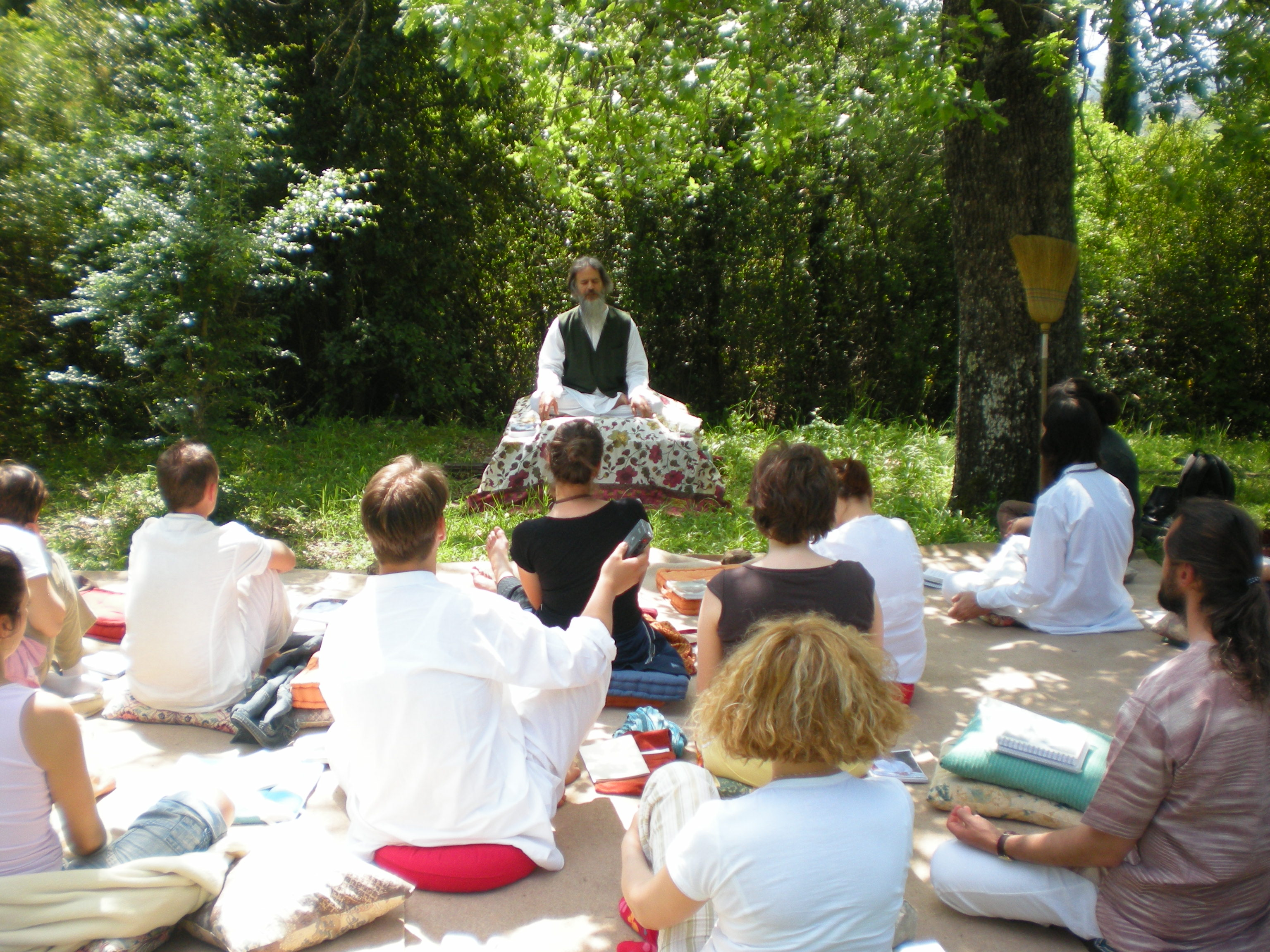
Un guru contemporain du Sant Mat enseignant ses disciples.

Il existe des cas de guru qui n'ont pas reçu le titre d'un autre guru. Dans ce cas, selon Varenne « la rumeur publique joue son rôle : on vient l'écouter et si quelques personnes s'en disent disciples, la cause est entendue ». Cette tradition est fondée sur une éthique : les indiens connaissent l'existence de faux gurus et de faux sâdhus, une réalité qui est par exemple représentée dans la descente du Gange à Mahaballipuram, bas-relief du VIIIe siècle où un chat est en position de méditation tandis que les souris, trompées par cette attitude, s'approchent en confiance, ce qui leur coûtera finalement la vie.
Varenne note que « Dans certains cas, de véritables lignées à caractère initiatique s'instaurent, notamment dans le domaine du Vedânta, ou dans le tantra-mârga et le yoga » et que « la très grande majorité des disciples retournent à leurs occupations mondaines après avoir fait retraite auprès d'un maître pour un temps plus ou moins long ».
Être un guru implique qu'il existe des disciples. Varenne déclare que « Ceux-ci se groupent volontiers autour du maître afin de profiter pleinement de sa parole et forment ainsi une communauté, l'âshram, où s'organise une vie réduite au strict nécessaire (en principe l'âshram n'est jamais bâti, puisque la constitution d'une telle communauté se fait au hasard des circonstances ; le plus souvent un ascète errant — sâdhou — se fait connaître par la sagesse des avis qu'il donne au cours de ses pérégrinations. Quelques personnes s'attachent à ses pas et, éventuellement, le persuadent de s'arrêter dans une clairière, une grotte, etc, en tout cas à l'écart des villages, comme le veut une règle tacite de l'hindouisme vécu).
Selon Varenne, le guru ne s'occupe pas de la gestion de son âshram qui tend à être peu organisé, l'âshram n'existant, dans cette vision, qu'aussi longtemps que le guru veut et peut enseigner et qu'il existe des disciples pour recevoir cet enseignement.
À la mort du guru (ou lorsque celui-ci décide de se retirer, déclarant à son élève : « Je t'ai enseigné tout ce que je savais, maintenant, tu dois t'en aller »), la communauté se dissout alors d'elle-même.
Traditionnellement, le nombre des disciples doit être limité, privilégiant ainsi la relation directe maître-élève. Varenne précise que la plupart d’entre eux « n'ont que deux ou trois disciples et parcourent avec eux l'Inde, rendant ainsi impossible l'installation d'une communauté stable ». Il y a des exceptions : c'est ainsi que le jaïnisme, le bouddhisme et le sikhisme sont devenus des religions à part entière ; leur guru ayant fondé un groupement qui leur a survécu et s'est détaché de l'hindouisme. Mais Varenne souligne l'exception, car selon lui des milliers de maîtres continuent à dispenser un enseignement dans de petits âshram. Enfin, il précise que le guru ne doit en « aucun cas être rémunéré » même si on peut lui faire des dons de nourriture « sous peine de perdre aux yeux de l'opinion (seul juge en la matière) son statut de maître spirituel ».

### Charisme des gourous
Dans son étude effectuée auprès de maîtres hindouistes de l'Association internationale pour la conscience de Krishna, An Indian Guru and his Western Disciples. Representation and communication of charisma in the hare Krishna movement, Kimmo Ketola, universitaire finlandais, dans le cadre d'une analyse sur le charisme des gourous, observe que les disciples, face aux qualités qu'ils attendent de ce dernier « un esprit impénétrable, une capacité de lire dans l’esprit de ses fidèles, une influence sur les évènements, des manifestations par une lumière ou des vibrations, signes directs de son essence particulière », réinterprètent ses défaillances « comme l’inaccessibilité, pour le commun des mortels, d’une réalité transcendant les apparences ».

### Point de vue de gourous

#### Le cas de Jiddu Krishnamurti
Jiddu Krishnamurti est considéré comme un des gourous les plus notoires du XXe siècle après avoir été celui qui a le plus critiqué ce genre de statut, sans l'avoir, selon certains, assez franchement combattu pour lui-même. En 1950, il déclare : « Nous voulons un soulagement rapide, une panacée, alors nous nous tournons vers le guru pour qu'il nous donne une pilule satisfaisante. Nous ne recherchons pas la vérité, mais le confort, et celui qui nous donne ce confort, nous rend esclaves ».

### La rencontre duguruavec l'Occident
Dans le contexte de l'Inde, telle que décrite par Jean Varenne, le guru se conforme généralement à la tradition. À partir du milieu du XXe siècle, cependant, quand certains gurus indiens ont commencé à émigrer vers l'Occident, conservant en partie les principes de leur statut, mais s'adaptant à leur nouvel environnement culturel, les règles ont commencé à être modifiées. Maharishi Mahesh Yogi, au début des années 1960, selon la tradition de l'hindouisme et de par la caste dont il est issu, n'était pas supposé transmettre des mantras ni même enseigner la méditation. Il lui fut également reproché en Inde de vendre les mantras : « les gurus ne vendent pas leur connaissance, ils la partagent » a déclaré un swami indien qui disait le connaître. Dès ses premières conférences publiques, Osho, une autre figure du “gourou indien” en visite en Occident, prend pour thème principal la critique virulente des chefs religieux hindous et la morale de la société indienne. Ses discours sur la sexualité font rapidement de lui une figure radicale et polémique de la spiritualité indienne puis occidentale (au point de susciter une tentative d'assassinat en 1980 de la part d'un fondamentaliste hindou). Son arrivée en plein essor de la contre-culture aux États-Unis lui fournit son succès. Bien qu'étant resté en Inde, H. W. L. Poonja a été le guru de plusieurs occidentaux qui sont venus à sa rencontre. Il  a été accusé par certains observateurs et d'anciens disciples de décerner un peu trop légèrement le titre d'« éveillé » à des personnes qui en auraient abusé ensuite. Andrew Cohen a même poussé la critique plus loin, après une relation quasi fusionnelle pendant des années, parfois qualifiée de relation père/fils, en soupçonnant sa conduite de ne pas être à la hauteur de son enseignement et à cause de ce qu'il a perçu comme des mensonges et de la duplicité. Il a consacré un livre entier à cette rupture : Autobiographie d'un éveil. Il a cependant recommencé à parler de Poonjaji dans les années 2000 dans les termes les plus élogieux. Selon Mariana Caplan, dans son livre Gourou, vous avez dit gourou ?, la conception de la relation du guru avec le disciple est difficilement reçue en Occident où le seul modèle existant est le professeur et l'élève. Selon elle « la relation guru-disciple est sans limite […] si le guru constate que vous êtes débordé par votre égo, il vous le dira d'une façon très directe. Est-ce que le disciple occidental — qui est avant tout un animal intellectuel — sera capable de l'entendre ? »
Dans son ouvrage sur le néo-hindouisme, Render Kranenborg distingue quatre types de gourous en Inde :
- le conseiller spirituel, pour les castes supérieures de l'hindouisme qui effectue les rituels mais n'est rattaché à aucun temple ;
- le maître éveillé qui a fondé son autorité dans son expérience spirituelle. C'est ce type qui est le plus répandu en Occident ;
- l'avatar, un guru considéré comme l'incarnation d'une divinité ou de dieu ;
- le guru sous la forme d'un livre, comme celui des Sikhs.

## Legurudans le bouddhisme: maître et mentor
Dans le bouddhisme, toutes les traditions sont fondées sur une relation entre maître et diciple, initialement entre Siddhārtha Gautama et chaque bodhisattva ou mahasattva. Elle se traduit par la transmission de la Loi et des préceptes de maître à élève, verbale ou non verbale, certifiée ou non (shiho dans le Zen), ritualisée ou non ritualisée, et aboutit à des filiations d'un maître à un autre (lignées du bouddhisme tibétain, patriarches du Zen, etc. Le bouddhisme zen requiert un maître (Sensei ou Rōshi) qui, selon les écoles, enseigne zazen ou donne des kōan à ses élèves) y compris entre personnes laïques.

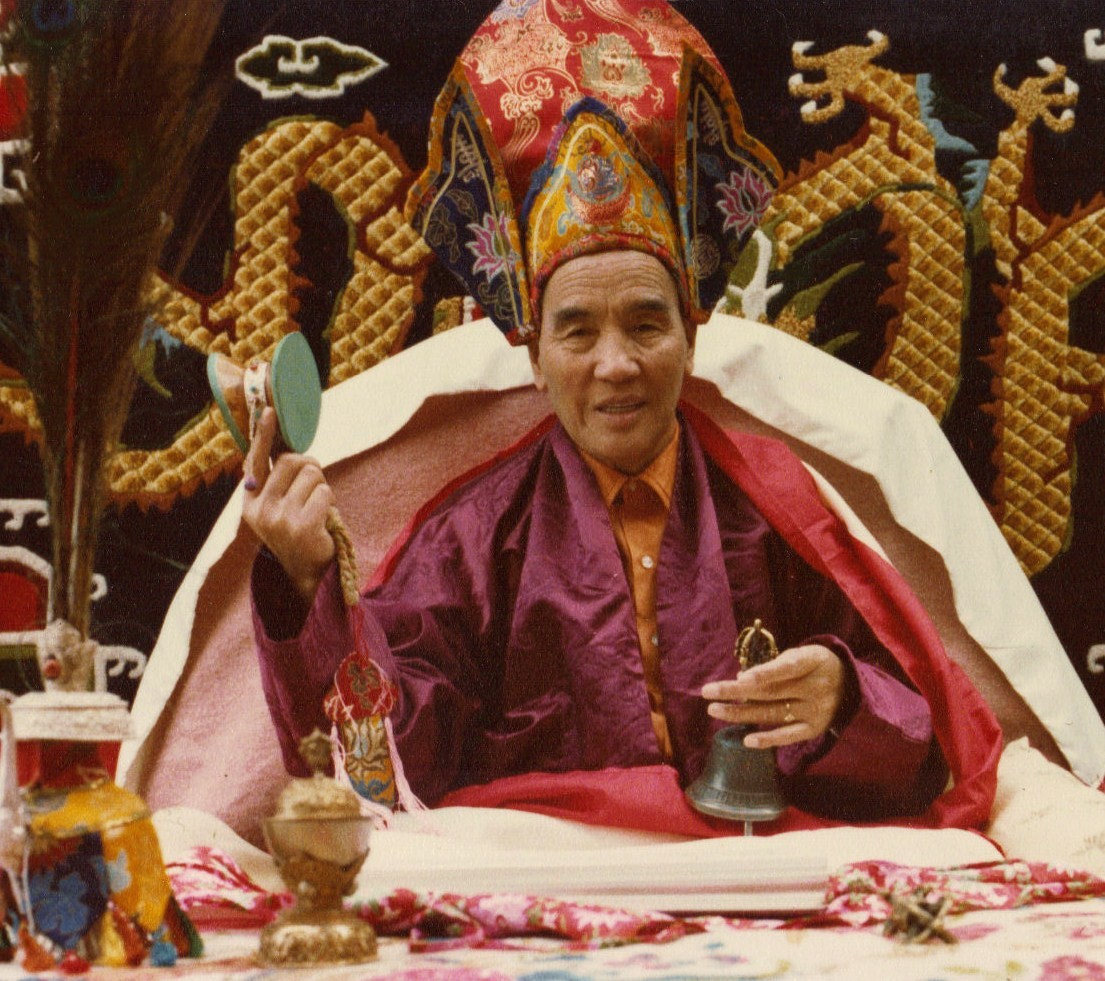
Un lama dans le bouddhisme tibétain.

Dans le bouddhisme Theravāda, l'enseignant (sk. ācārya, pali acariya, thaï ajahn) est un guide sur le chemin de l'Éveil auquel est traditionnellement témoigné un grand respect ; il n'est généralement pas  considéré comme un guru, mais plutôt un ami spirituel (kalyana-mitta). L'enseignant suprême reste le Bouddha, « l'instructeur des dieux et des humains » (satta deva manussanam). Dans le bouddhisme tibétain, la pratique du Vajrayāna nécessite des instructions reçues auprès d'un lama. Le terme lama est préféré dans le bouddhisme tibétain pour désigner un maître. Dans le Theravada, le terme Ācārya peut être utilisé, mais souvent transformé en fonction de la langue en Acharn, Ajarn. On distingue quatre sortes de lamas ou maîtres spirituels (tib. lama Nampa Shyi) dans le bouddhisme tibétain :
- gangzak gyüpé lama : l'enseignant qui est détenteur de la lignée ;
- gyalwa ka yi lama : l'enseignant qui est la parole des bouddhas ;
- nangwa da yi lama : le maître symbolique de toutes les apparences ;
- rigpa dön gyi lama : l'enseignant absolu, qui est rigpa, nature de l'esprit.

Se référant aux paroles du Bouddha, le 14e dalaï-lama déclare que confronté aux choix d'un gourou, d'un enseignant, il convient de se fier à ses paroles, et non à sa renommée.

### Controverses dans la rencontre du gourou avec l'Occident
Le bouddhisme n'est pas exempt de controverse, tout comme les représentants de l'hindouisme. Le dalaï-lama, dans les années 1990, informé de plaintes et d'autres problèmes entre maîtres et disciples, au cours d'une conférence organisée par Lama Surya Das (à laquelle participèrent vingt-deux enseignants bouddhistes occidentaux, dont Jack Kornfield), ne prit aucun parti et conseilla simplement que si des maîtres, occidentaux ou orientaux, avaient un comportement répréhensible, on devait les dénoncer, si nécessaire en citant leur nom dans les journaux,,.

## Gurudans le sikhisme

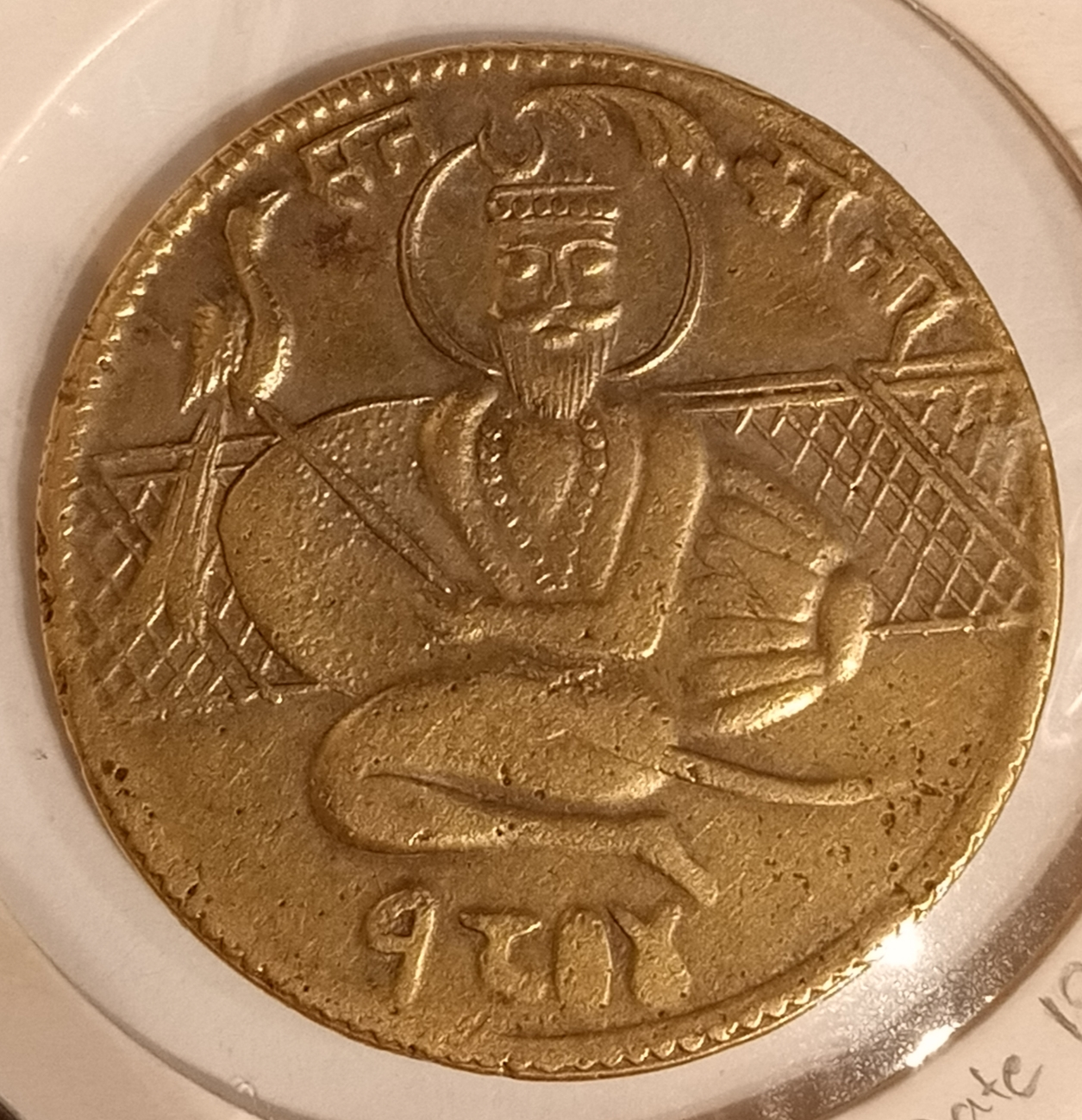
Pièce de monnaie avec une représentation du Guru Gobind Singh.

Guru a quatre significations dans le sikhisme. Tout d'abord, le Guru est Dieu, synonyme de Waheguru, l'intemporel qui s'est rattaché au temps ; à ce titre le Guru peut se trouver dans l'hindouisme comme dans l'islam. Le Guru désigne l'un des dix maitres fondateurs du sikhisme : de Guru Nanak à Guru Gobind Singh. Le Guru est aussi le nom donné au onzième guru, intemporel, le livre saint : le Guru Granth Sahib. Enfin le terme Guru est lié au sens de l'expression Guru Panth qui fait référence à la communauté sikhe à travers le monde. La racine du mot guru est utilisée à de nombreux escients dans le sikhisme comme pour dénommer les temples : les gurdwaras, ou gurbanis, les paroles des guru humains.

## Autres acceptions du terme

### Upaguru
Upaguru est une catégorie secondaire de guru, une circonstance qui serait l'occasion d'un enseignement, ou se rapporte à la notion de maître intérieur.
- Monier Monier-Williams (1819-1899), indianiste britannique, dont le dictionnaire le Monier-Williams Sanskrit-English Dictionary[40] donne cette définition :

« upaguru : professeur assistant, proche d'un professeur ». Selon cet auteur, un upaguru est (et ne peut être qu’)une personne.
- René Guénon (1886-1951), ésotériste français, écrit[41],[42] :

« Si l'on parle souvent du rôle initiatique du Guru ou du Maître spirituel, […] il est par contre une autre notion qu'on passe généralement sous silence : c'est celle que la tradition hindoue désigne par le mot « upaguru ». Il faut entendre par là, tout être, quel qu'il soit, dont la rencontre est pour quelqu'un l'occasion ou le point de départ d'un certain développement spirituel. Du reste, si nous parlons ici d'un être, nous pourrions tout aussi bien parler également d'une chose ou même d'une circonstance quelconque, qui provoque le même effet ; cela revient à dire que n'importe quoi peut, suivant le cas, agir comme « cause occasionnelle ». Plus loin, il apporte la précision suivante sur la cause occasionnelle : « Mais celle-ci n'est pas une “cause” au sens propre de ce mot, car en réalité, la “cause véritable” se trouve dans la nature même de celui sur qui s'exerce cette action. »
- Parmi les auteurs contemporains, Jacques Brosse (1922-2008), a utilisé le mot upaguru, attribué à la nature en général, et aux arbres en particulier, dans son livre L'Arbre et l'éveil[43] : « Tout dans la nature, peut nous tenir lieu de Maître, ou du moins d'upaguru, qui a à nous enseigner quelque chose. À commencer par les arbres ». Puis l'auteur cite Saint Bernard, qui a écrit, il y a plusieurs siècles : « Tu trouveras dans les forêts plus que dans les livres. Les choses et les rochers t'enseigneront les choses qu'aucun Maître ne te dira ».

Dans l'advaita vedanta, le guru n'est pas forcément un humain. Il peut aussi s'agir d'un Guru extérieur non humain, qui correspond à la notion d'upaguru.
Dans la Bhagavata Purana, Dattatreya énumère ses 24 guru (la terre, l'air, le ciel, l'eau, le feu, le soleil, la lune, un pigeon sauvage, un python, l'océan, une sauterelle, une abeille, un éléphant, un ramasseur de miel, un cerf, Pingala la prostituée, un enfant, une petite fille, un archer un serpent…).
Pour Ramana Maharshi, le guru peut-être à l'intérieur de soi (guru intérieur). Le guru physique est alors considéré comme le miroir de ce guru intérieur.

## Gurus indiens de renom
A.C. Bhaktivedanta Swami Prabhupada, Adi Shankaracharya, Anandmurti Gurumaa, Argadatta Maharaj, Chaitanya, Chinmayananda, Dada Vaswani, Dadi Janki, Deepak Chopra, Gaur Gopal Das, Guru Nanak, H. W. L. Poonja, Jaggi Vasudev alias « Sadhguru », Jaya Row, Jiddu Krishnamurti, Ma Ananda Moyi, Maharishi Mahesh Yogi, Mahatma Gandhi, Mata Amritanandamayi alias « Amma », Morari Bapu, Muktananda, Mukundananda, Niranjananda Saraswati, Nirmala Srivastava, Osho, Paramahansa Yogananda, Râmakrishna, Ramana Maharishi, Ramanuja, Sadhu Vaswani, Sathya Sai Baba, Shirdi Sai Baba, Shivananda, Shivani Verma alias « Sister Shivani », Sri Aurobindo, Sri Chinmoy, Sri Sri Ravi Shankar, Swami Mukundananda, Swami Ramdas, Swami Sukhabodananda, Vivekananda...

## La notion de «gourou» dans son sens péjoratif en France
En France, les associations antisectes définissent les gourous comme des personnes qui seraient seules détentrices d'une vérité absolue (par exemple grâce à une révélation), ce qui leur permettrait d'exercer un pouvoir autoritaire sur les membres de leur secte.